# Il'dar Nugumanov
Il'dar Ramilovič Nugumanov (in russo Ильдар Рамилович Нугуманов?; 5 maggio 1988) è un giocatore di calcio a 5 russo.

## Carriera
Schierato come laterale, inizia la carriera nel MFK Tyumen, con cui guadagna la convocazione nella Nazionale Under-21 di calcio a 5 della Russia, paese organizzatore del Campionato europeo di calcio a 5 Under-21 2008. Con la selezione giovanile russa ha vinto la medaglia d'oro.